# سازمان میراث فنلاند
سازمان میراث فنلاند یا آژانس میراث فنلاند (فنلاندی: Museovirasto، سوئدی: Museiverket)، که قبلاً در انگلیسی به عنوان هیئت ملی آثار باستانی شناخته می‌شد، میراث فرهنگی مادی فنلاند را حفظ و دانش آن را جمع‌آوری، مطالعه و ارائه می‌کند. این آژانس یک مؤسسه فرهنگی و پژوهشی است، اما یک مرجع دولتی نیز هست که مسئولیت حفاظت از اماکن باستانی، میراث ساخته شده، محیط‌های ارزشی فرهنگی-تاریخی و اموال فرهنگی را با همکاری سایر مراجع و موزه‌ها بر عهده دارد.
این آژانس طیف گسترده و متنوعی از خدمات را ارائه می‌دهد، کارکنان حرفه‌ای و متخصصان میراث فرهنگی دارد و نمایشگاه‌ها و مجموعه‌های مرتبط را در چندین موزه برگزار می‌کند و همچنین یک آرشیو گسترده و خدمات یک کتابخانه علمی تخصصی را ارائه می‌دهد که همه آنها در دسترس عموم هستند.
آژانس میراث فنلاند وابسته به وزارت آموزش و پرورش و فرهنگ فنلاند است.